# Zasloužilý sociální pracovník Ukrajiny
Zasloužilý sociální pracovník Ukrajiny (ukrajinsky Заслужений працівник соціальної сфери України) je státní vyznamenání Ukrajiny založené roku 1999. Udílen je v souladu se zákonem Ukrajiny O státních vyznamenáních Ukrajiny.

## Historie
Dne 30. října 1999 zavedl prezident Leonid Kučma dekretem prezidenta Ukrajiny č. 1425/99 insignii prezidenta Ukrajiny – čestný titul Zasloužilý sociální pracovník Ukrajiny. Dne 9. listopadu 1999 bylo dekretem prezidenta Ukrajiny č. 1448/99 schváleno nařízení o udělení vyznamenání a o popisu odznaku a vzorového osvědčení o jeho udělení. Dne 16. března 2000 byl Nejvyšší radou Ukrajiny přijat zákon O státních vyznamenáních Ukrajiny, který stanovil původní prezidentské vyznamenání za státní vyznamenání Ukrajiny pod názvem Zasloužilý sociální pracovník Ukrajiny. Nový zákon se vztahoval i na ocenění udělená před vstupem tohoto zákona v platnost a prezidentu Ukrajiny bylo doporučeno, aby uvedl své dekrety do souladu s tímto zákonem. Dne 29. června 2001 byl vydán dekret prezidenta Ukrajiny č. 476/2001 o čestných titulech Ukrajiny a popisu jejich odznaku. Přijetím tohoto dekretu byly dekrety 1425/99 a 1448/99 zrušeny.

## Pravidla udílení
Čestný titul Zasloužilý sociální pracovník je udílen zaměstnancům institucí a organizací zabývajících se oblastí pracovní a sociální politiky. Udílen je za významný osobní přínos k řešení problémů sociální ochrany, sociální rehabilitace osob, které potřebují péči, za zásluhy při rozvoji sociálních a pracovních vztahů a za vysoké pracovní úspěchy.
Udílení tohoto vyznamenání se provádí dekretem prezidenta Ukrajiny. Udělen může být občanům Ukrajiny, cizincům i osobám bez státní příslušnosti. Nelze jej však udělit posmrtně.

## Popis odznaku
Odznak se svým vzhledem podobá dalším odznakům čestných ukrajinských titulů v kategorii zasloužilý. Odznak má tvar oválného věnce spleteného ze dvou větviček vavřínových listů. Ve spodní části jsou větvičky spojeny stuhou. Uprostřed odznaku je nápis Заслужений працівник соціальної сфери. V horní části je věnec přerušen státním znakem Ukrajiny. Všechny nápisy i motivy jsou na odznaku vyraženy. Na zadní straně je spona umožňující jeho připnutí k oděvu. Odznak je vyroben ze stříbra.